# Berat (præfektur)
Berat er et af Albaniens tolv præfekturer. Administrationscenteret er byen Berat. Per 1. januar 2017 havde præfekturet 131.942 indbyggere.
Præfekturet består af kommunerne Berat, Kuçovë, Poliçan, Skrapar og Ura Vajgurore. Det dækker de tidligere distrikter Berat, Kuçovë og Skrapar.
Som den eneste af landets regioner har Berat hverken grænse til havet eller et andet land.